# Карепрокт Шмидта
Карепрокт Шмидта (лат. Careproctus schmidti) — вид морских лучепёрых рыб рода карепроктов из семейства липаровых.

## История изучения
Вид описан Н. В. Черновой, Е. В. Ведищевой, А. В. Датским по единственному образцу (голотип), поднятому тралом научно-исследовательского судна “ТИНРО” в сентябре 2018 года с глубины 852– 862 м (мезобенталь) Беринговом море, к юго-западу от м. Наварин (61°20′–61°22′ с.ш., 176°17′–176°18′ в.д.), в северо-западной, склоновой части Алеутской котловины.
Видовое название schmidti дано в честь русского и советского ихтиолога П. Ю. Шмидта, внёсшего большой вклад в изучение ихтиофауны дальневосточных морей.

## Описание
Тело низкое и удлинённое (дина — 194 мм), с крупой, сжатой с боков головой. Рыло слабо выступающее, закруглённое. Рот горизонтальный, доходит до вертикали переднего края глаза; верхняя челюсть крупнее нижней. В каждой ветви челюсти по 30 косых рядов мелких простых зубов (по 6-7 зубов в передних рядах). Жаберные отверстия вертикальные, не доходят до верхних лучей грудных плавников. Жаберная крышка подтреугольной формы, широкая, закруглённая сверху; конец оперкулярного отростка находится на уровне нижнего края глаза, сам отросток ориентирован назад. Диск мелкий, треугольной формы, уплощённый, с тонкий краем, слабо развитыми мышцами и ввёрнутой вовнутрь каймой. Сразу за диском на уровне вертикали зрачка находится анус. Позади ануса расположен трубчатый яйцеклад. Кожа голая, покровы живой рыбы студенистые, мягкие.
Позвонков 63 (10 туловищных и 53 хвостовых), на последних туловищных позвонках две пары плевральных рёбер. В спинном плавнике 56 лучей, в анальном — 50, в грудных — по 34, в хвостовом — 10. Грудные плавники низкие, с небольшой выемкой, их нижняя лопасть значительно короче верхней. Спинной и анальный плавники низкие.
Тело живой рыбы лилового цвета, область жаберной крышки и передней части брюха темные, синеватые, т. к. жаберная и брюшная полости выстланы покровами чёрного цвета. Конец хвоста и края плавников чёрные. После фиксации тело рыбы утратило лиловые тона и посветлело, при этом меланофоровая чёрная пигментация сохранилась. Кожа снаружи рта и жабр, а также нижняя часть головы и диск серые. Ротовая полость тёмно-серая.
На момент смерти голотип (самка) имел внутри незрелые (на первой стадии) гонады с мелкой, не более 1 мм в диаметре икрой.

## Биология
Биология вида слабо изучена. Наличие у самок яйцеклада может говорить о наличии пока не установленных сложных форм репродуктивного поведения, что согласуется с наличием у некоторых других видов достоверно зафиксированного репродуктивного комменсализма, включая спонгиофилию (использование живых стеклянных губок для откладывания икры самками бурых карепроктов из Карского моря) и карцинофилию (характерная для многих антитропических видов карепроктов форма репродуктивного комменсализма с крабоидами, при которой самки при помощи яйцекладов откладывают икру ракообразным под карапакс).